# Hendrik Marsman
Hendrik Marsman (Zeist, 30 de setembro de 1899 - Canal da Mancha, 21 de junho de 1940) foi um poeta neerlandês. Ele faleceu quando fugia para o Reino Unido a bordo do navio Berenice que foi torpedeado por um submarino alemão. Sua esposa foi a única sobrevivente.

## Biografia
A coleção Verzen (1923; “Versos”) expressa uma rebeldia antihumanista, antiintelectual, que o poeta chamou de “vitalismo”. Como editor do periódico De Vrije bladen (“The Free Press”), ele se tornou em 1925 o principal crítico da geração mais jovem. Sua próxima coleção de versos apareceu em 1927 com o título em inglês Paradise Regained e foi saudada como uma importante realização artística. Outro ciclo, Porta Nigra, dominado pela ideia de morte, surgiu em 1934. Seu último livro de versos, Tempel en kruis (1940; “Templo e Cruz”), um relato autobiográfico do desenvolvimento do poeta, reafirma os ideais humanistas. Após a obtenção do visto português em Bordéus, França, em 18 de junho de 1940 do Cônsul-Geral Aristides de Sousa Mendes, Marsman embarcou em um navio com destino à Inglaterra.  Tragicamente, ele se afogou três dias depois, quando o navio afundou após uma explosão no Canal da Mancha. Sua esposa sobreviveu como única passageira.
Sua poesia é vitalista e expressionista, e (o medo da) morte, como metáfora da derrota na vida, é um tema recorrente. Seu "Herinnering aan Holland" (Lembrança da Holanda): "Denkend aan Holland zie ik breede rivieren traag door oneindig laagland gaan", Pensando na Holanda, vejo grandes rios movendo-se lentamente através de planícies infinitas é o seu mais famoso poema.

## Herinnering aan Holland

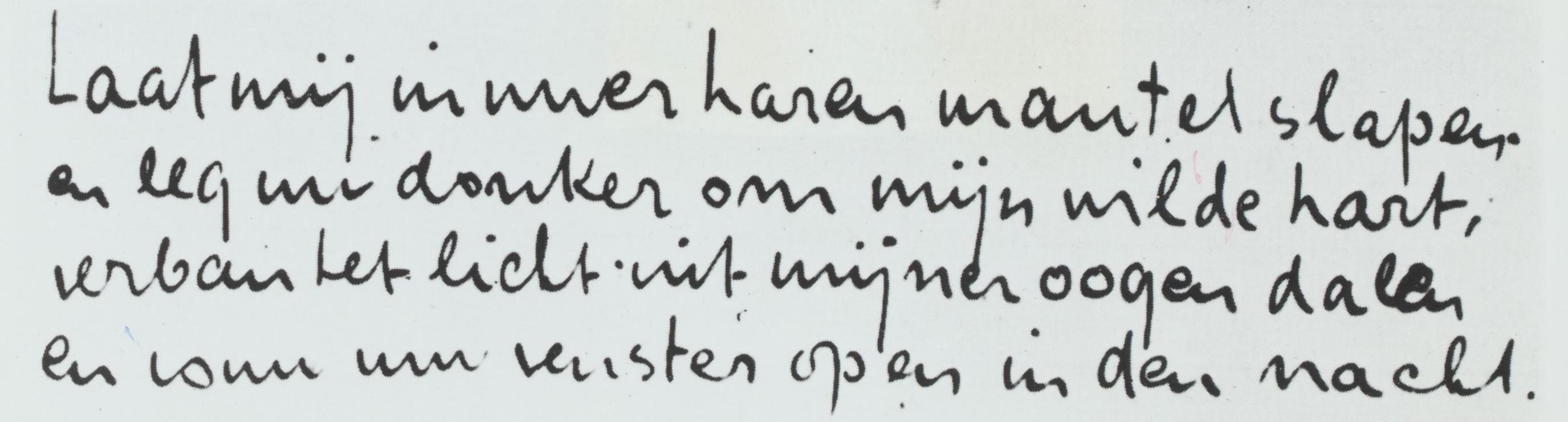
Poema Invocatio

Seu poema Herinnering aan Holland (português: Lembrança da Holanda) de 1936 encontra-se entre os mais conhecidos poemas neerlandeses. Principalmente o primeiro trecho é extremamente famoso:

Denkend aan Holland
zie ik breede rivieren
traag door oneindig
laagland gaan,
Tradução:

Pensando na Holanda
eu vejo largos rios
atravessando lentamente
as infinitas planícies,
Este poema foi eleito o "poema do século" nos Países Baixos no ano 2000.

### em inglês
- Hendrik Marsman: A Crooked Flower in Cosmos' Flaling Mouth. 12 poems translated by Terzij de Horde, 2015. No ISBN[5]
- Paul F. Vincent: Translation of 'Herinnering aan Holland'. Utrecht, Bucheliuspers, 2007. No ISBN[6]
- James Dickey: The Zodiac. Garden City, N.Y., Doubleday, 1976. (Based on the poem 'The zodiac' by H. Marsman). No ISBN
- H. Marsman: 'Poetry'. In: The literary review, vol. 5 (1961), no. 2, pag. 193

### em holandês
- 1923 - Verzen (poemas)
- 1925 - Penthesileia (poemas)

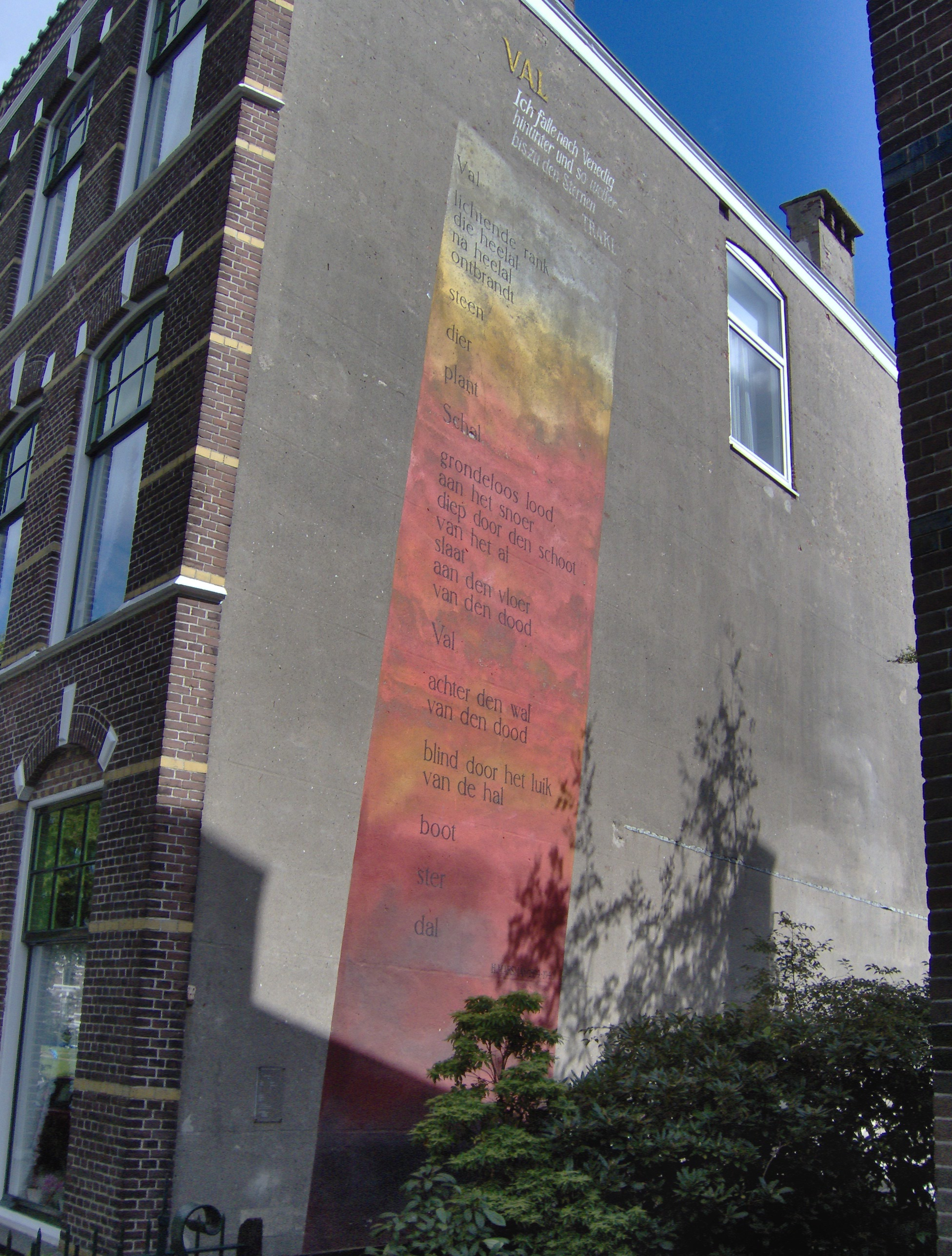
Poemas de parede em Leiden: poema Val de Marsman

- 1926 - De anatomische les (ensaio)
- 1927 - De vliegende Hollander
- 1927 - Gerard Bruning. Nagelaten werk
- 1927 - Nagelaten werk (ensaio)
- 1927 - Paradise Regained
- 1928 - De lamp van Diogenes
- 1929 - De vijf vingers
- 1930 - Witte vrouwen (poemas)
- 1931 - Kort geding (ensaio)
- 1931 - Voorpost (poemas)
- 1933 - De dood van Angèle Degroux (romance)
- 1933 - Tegenonderzoek
- 1934 - Porta Nigra (poemas)
- 1935 - De immoralist (de André Gide) (tradução)
- 1936 - Heden ik, morgen gij (com Simon Vestdijk) (romance)
- 1937 - Herman Gorter (ensaio)
- 1938 - Critisch proza
- 1938-1947 - Verzameld werk (obras coletadas)
- 1939 - Menno ter Braak (essay)
- 1939 - Hieronymus, de dichter der vriendschap (de Teixeira de Pascoaes)  (tradução, com Albert Vigoleis Thelen)
- 1939 - Paulus de dichter Gods (de Teixeira de Pascoaes) (tradução, com Albert Vigoleis Thelen)
- 1940 - Tempel en kruis (poems)
- 1941 - Aldus sprak Zarathoestra (de Friedrich Nietzsche) (tradução, com Ed Coenraards)
- 1945 - Brieven over literatuur (com Simon Vestdijk)
- 1946 - Verbum obscurum (de Teixeira de Pascoaes) (ttradução, com Albert Vigoleis Thelen)